# Parafia św. Andrzeja Apostoła w Śmieszkowie
Parafia św. Andrzeja Apostoła w Śmieszkowie – parafia rzymskokatolicka, terytorialnie i administracyjnie należąca do diecezji zielonogórsko-gorzowskiej, do dekanatu Sława, erygowana w 1720 roku. W parafii posługują księża diecezjalni.